# Régie Ligne d'Azur
La Régie Ligne d’Azur (RLA) est un établissement public à caractère industriel et commercial créé en 2013, à laquelle la métropole Nice Côte d'Azur, en tant qu'autorité organisatrice de la mobilité, a confié l'exploitation du réseau urbain Lignes d'Azur depuis le 1er septembre 2013. La RLA succède à la ST2N, filiale de Transdev, qui a exploité pendant plus de vingt ans, de 1992 à 2013, les transports en commun de l'agglomération niçoise dans le cadre d'un contrat de délégation de service public.
Depuis septembre 2019 et la restructuration de l'ensemble du réseau, la Régie Ligne d'Azur opère sur un territoire de plusieurs communes de la métropole Nice Côte d'Azur, entre Cagnes-sur-Mer et Beaulieu-sur-Mer. Elle gère l'exploitation des lignes 1, 2, 3 et B du tramway de Nice, ainsi qu'un important réseau d'autobus comprenant différents types de lignes à fréquence variable.

## Historique

### Création de l'établissement (2012-2013)

Ancien logo.

La gestion du réseau Lignes d'Azur, créé en 2010, est assurée par la ST2N, filiale de Transdev, qui agit dans le cadre d'une délégation de service public. Ce contrat de délégation se terminant en juin 2013, la métropole Nice Côte d'Azur lance un appel d'offres pour le renouvellement du marché. L'autorité organisatrice reçoit deux offres, l'une étant celle de Transdev, qui souhaite continuer l'exploitation du réseau avec sa filiale ST2N. 
En juillet 2012, à la suite de fausses rumeurs annonçant la victoire du concurrent de Transdev, la société Keolis, Christian Estrosi propose l'abandon du contrat de délégation et une mise en régie des transports niçois, en suivant l'exemple de villes comme Paris, Toulouse ou encore Marseille. La reprise en régie proposée par le maire de Nice a également une cause économique : les offres de Transdev et de Keolis dépassent de dix millions d'euros par rapport aux attentes de la métropole Nice Côte d'Azur. En septembre 2012, le conseil métropolitain, dirigé par Christian Estrosi, maire de Nice vote le passage en régie pour l'exploitation du réseau. En juillet 2013, la Régie Ligne d'Azur est immatriculée au registre du commerce et des sociétés, en attente de sa mise en place pour le 1er septembre 2013,. Depuis cette date, la Régie opère en tant qu'exploitant majoritaire du réseau Lignes d'Azur et a confié la gestion d'une partie des lignes à plusieurs sociétés sous-traitantes, dont Suma, Keolis Baie des Anges et Transdev.

### Nouveau réseau tramway et bus (2018-2020)
En juin 2018, la Régie commence l'exploitation commerciale de la ligne 2 du tramway sur un premier tronçon de sept kilomètres, entre le quartier de Magnan et l'ouest de la ville. Six mois plus tard, l'aéroport de Nice-Côte d'Azur est desservi par la ligne 2. En 2019, alors que cette dernière est prolongée jusqu'au centre-ville et que les essais de la ligne 3 du tramway débutent, le réseau de bus de la Régie est entièrement repensé. Celui-ci est inauguré le 2 septembre 2019, avec de nouveaux maillages créés et de nombreuses lignes renumérotées. Ainsi, les lignes de bus sont divisées en quatre catégories, selon leur fréquence et niveau de charge : les lignes à « effet tramway », les lignes « essentielles », les lignes de « proximité » et les lignes « à la carte ». La fin de l'année est marquée par les inaugurations successives de la ligne 3 le 13 novembre et du dernier tronçon de la ligne 2, qui dessert le Port Lympia, le 14 décembre.
À la suite de la protestation contre la réforme des retraites en France en 2020 proposée par le gouvernement, la Régie connaît huit jours de grève en soutien au mouvement national entre le décembre 2019 et février 2020. Par ailleurs, le début de l'année 2020 est marqué par une crise sanitaire internationale à la suite de la pandémie de Covid-19. La Régie n'est pas épargnée par les mesures de protections gouvernementales et l'offre de transport est réduite une première fois le 25 mars 2020. La métropole Nice Côte d'Azur réajuste de nouveau son plan de transport quelques jours plus tard, avec la réduction de la fréquence de la plupart des lignes de tramway et la suspension de certaines lignes de bus. Après la fin du confinement en France, la Régie opère un changement d'horaires et un retour à une exploitation normale à partir du 2 juin 2020. La Régie note toutefois une baisse de la fréquentation de 30% sur l'année 2020 par rapport à l'année précédente, et adapte l'offre de transport en soirée à la suite de la mise en place du couvre-feu.

### Projets
La métropole Nice Côte d'Azur envisage plusieurs plans de transport afin d'améliorer la desserte des quartiers de Nice et des villes limitrophes. En 2018, un premier projet de bus à haut niveau de service voit le jour, permettant de relier le quartier de l'Ariane au centre-ville de Nice. L'idée est finalement abandonnée l'année suivante et Christian Estrosi propose la mise en place d'un tram-train connecté à la ligne 1 afin de desservir une partie de la vallée du Paillon. Le projet est conjointement développé avec la SNCF pour un coût de 190 millions d'euros et une mise en service estimée en 2026. En juin 2020, le maire de Nice annonce qu'un projet d'extension de la ligne 1 en direction de Drap est à l'étude, au détriment du tram-train. En mars 2021, la métropole projette finalement de créer la ligne 5 du tramway de Nice, indépendante de la ligne 1, et qui doit relier Pont-Michel, à l'est de la ville à la commune de Drap en passant par La Trinité. Christian Estrosi souhaite également renforcer le réseau de bus en centre-ville et créer une ligne de bus à haut niveau de service, capable de transporter trente mille passagers par jour. « Il faut dédoubler la ligne 1 sur l'axe nord-sud. L'idée est de soulager le tramway », déclare t-il.
Par ailleurs, un second projet ferroviaire concerne l'ouest du département des Alpes-Maritimes avec la création de la ligne 4 du tramway de Nice. En décembre 2020, la métropole envisage la construction de treize stations pour une longueur totale de la ligne de 7.1 km, permettant la desserte de la gare de Saint-Laurent-du-Var, du centre commercial Cap 3000 et l'hippodrome de la Côte d'Azur. Le coût global est évalué à 247 millions d'euros et la mise en service prévue en 2026. Dans l'optique de connecter les lignes 2 et 4, Christian Estrosi annonce le lancement d'une étude pour la mise en place d'un téléphérique entre Nice et Saint-Laurent-du-Var. Le maire de Nice évoque également la possibilité de ce mode de transport au sein de la plaine du Var sur les communes de La Gaude et Carros.

## Ressources

### Personnel

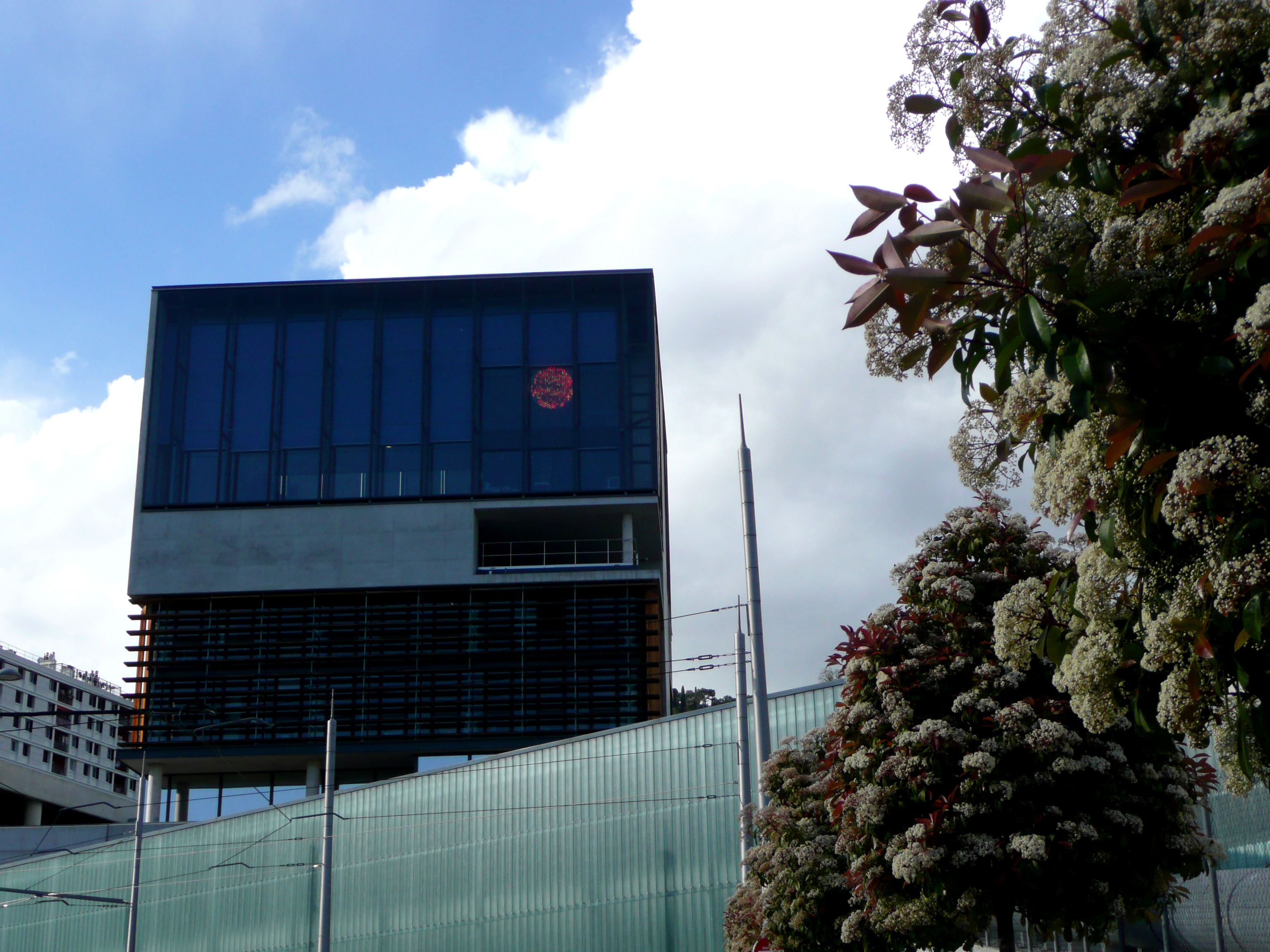
Le siège social de la Régie, qui abrite notamment le poste de commande centralisé.

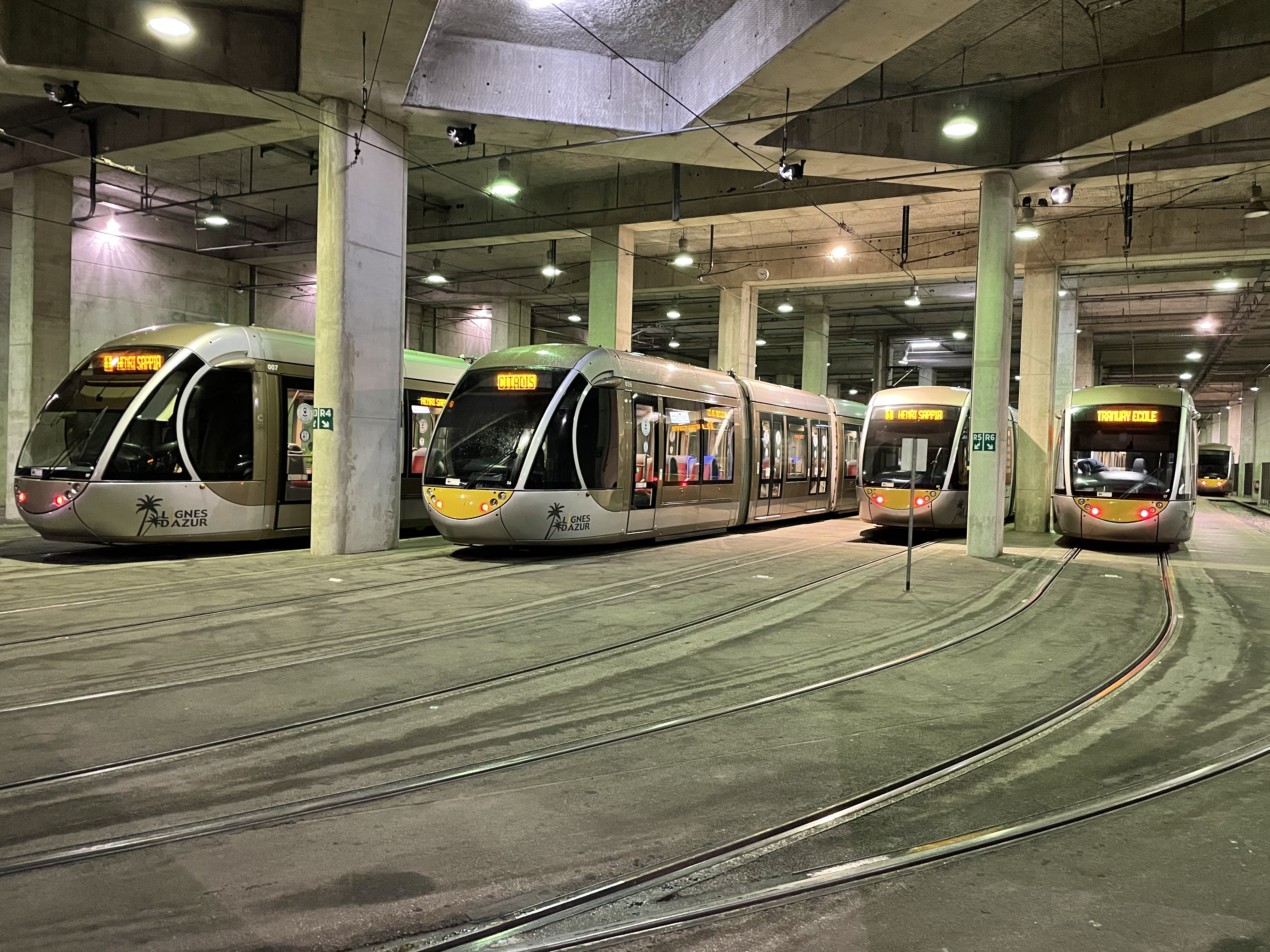
Le remisage de la ligne 1 du tramway de Nice.

En 2006, avant la mise en service de la ligne 1 du tramway de Nice, la ST2N emploie environ 700 salariés. À la mise en place de la ligne 1 du tramway de Nice, les effectifs passent à 900 employés, puis 1 100 au début des années 2010. Le 1er septembre 2013, les 1 100 employés de la ST2N deviennent salariés de la régie Ligne d'Azur et conservent leurs avantages liés à leur contrat privé. 
La mise en place du nouveau réseau de bus et la mise en service des lignes 2 et 3 du tramway permettent l'embauche de nombreux collaborateurs supplémentaires entre 2012 et 2020, faisant passer les effectifs de la régie à plus de 1 500 salariés. Christophe Silvestre, le directeur de l'établissement, ajoute : « avec le renouvellement naturel des effectifs et l'accroissement d'activité, ce sont plus de 700 salariés qui ont été embauchés », en précisant « qu'un salarié sur deux a moins de six ans d'ancienneté ». Les conducteurs ont vu leur nombre augmenter, permettant d'assurer près de 500 services par jour. En outre, la mise en place des nouvelles lignes de tramway contraint la Régie à former 270 wattmans à la conduite des nouvelles rames Citadis 405.
Sur le plan sécuritaire, le Groupe de Sécurité Contrôle Transport (GSCT) est composé en 2013 de soixante-et-un agents, aidés par quinze policiers municipaux de la brigade de sécurité des transports urbains. Le personnel du GSCT est assermenté pour dresser des procès verbaux en cas de défaut de titre de transport ou défaut de validation, ainsi qu'en cas de stationnement dans une voie réservée aux autobus. En septembre 2013, les agents contrôlent en moyenne 1 520 autobus et 320 rames de tramway par semaine. En 2020, les effectifs du GSCT sont augmentés de plus de 50 %, notamment en raison de nouvelles missions supplémentaires relatives à la sécurité incendie dans le tunnel de la ligne 2. Durant la pandémie de Covid-19 en France, 120 agents de cette unité de sûreté sont mobilisés afin de veiller au respect des règles sanitaires.
Par ailleurs, la Régie Ligne d'Azur dispose d'un poste de commande centralisé, dans lequel officie une trentaine de régulateurs, dont les rôles principaux sont de garantir la sécurité des voyageurs, des agents mais aussi d'assurer le respect des horaires en temps réel. Le PCC supervise ainsi l'activité de l'ensemble des conducteurs en ligne, et assure par ailleurs la gestion de l'énergie électrique sur les trois lignes de tramway. De plus, une soixantaine d'agents techniques est chargée de la maintenance et du nettoyage des cinquante-trois rames de tramway. Ces derniers sont répartis au sein des deux dépôts et œuvrent jour et nuit pour assurer la bonne marche et la propreté du matériel roulant. D'autres employés sont affectés à la maintenance des voies, de la ligne aérienne de contact et de la signalisation tramway . Le bus dispose également d'un pôle de maintenance, composé de plusieurs équipes de mécaniciens, électriciens, et carrossiers qui sont chargés de l'entretien préventif et de la réparation des véhicules sur le dépôt de Drap.

### Matériel roulant

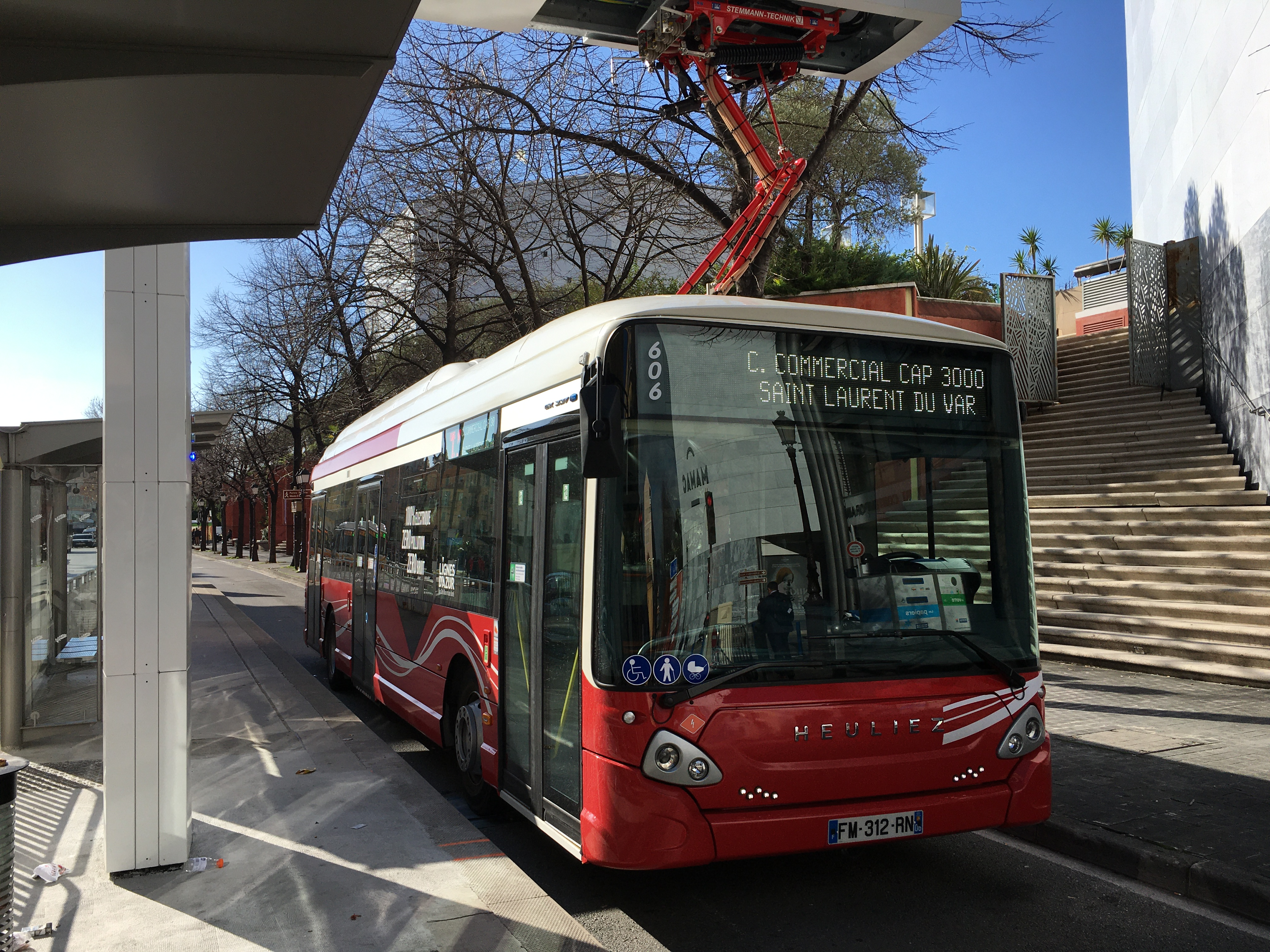
Heuliez GX 337 électrique et son pantographe de rechargement.

#### Dépôts et véhicules
Les autobus stationnent au dépôt de Drap, construit en 1974 pour la société Transports Niçois (TN), qui a succédé à l'entreprise Tramway de Nice et du Littoral (TNL). Le dépôt est ensuite utilisé par la ST2N puis par la RLA à partir de septembre 2013. Les rames de tramway de la ligne 1 sont remisées au centre opérationnel du terminus Henri Sappia, au nord de Nice. À l'ouest de la ville, le centre de maintenance Charles Ginésy, inauguré en juin 2018, accueille les ateliers et le remisage des rames des lignes 2 et 3.
La Régie Ligne d'Azur reprend l'exploitation et l'entretien du matériel antérieurement confié à la ST2N par la métropole Nice Côte d'Azur. Elle exploite une cinquantaine de rames de tramway de la marque Alstom et environ deux cent vingt-cinq autobus. Depuis leur mise en service, quinze des vingt-huit rames de la ligne 1, qui sont de type Citadis, ont été rallongées de 33 à 44 mètres. Les vingt-cinq rames des lignes 2 et 3 sont le modèle Citadis X05, et bénéficient d'un mode de recharge de leur alimentation par le sol, à chaque station. La fréquentation importante du réseau pousse la métropole Nice Côte d'Azur à commander neuf rames supplémentaires pour la ligne 2 pour 2020 et remplacer les treize premières rames courtes de la ligne 1. Fin 2024, le conseil métropolitain valide finalement le projet de rallongement des treize rames courtes restantes. L'ensemble du parc de la ligne 1 serait ainsi constitué de rames de type Citadis 402 d'ici mars 2026.
Entre 1998 et 2003, la ST2N acquiert quatre-vingts Heuliez GX 217 dix-huit Irisbus Agora longs fonctionnant au gaz naturel pour véhicules. En 2018, la métropole souhaite moderniser la flotte de l'exploitant, en commandant soixante Iveco Bus Urbanway fonctionnant au gaz naturel pour véhicules, livrés progressivement jusqu'en 2022. En décembre 2019, la régie acquiert ses quatre premiers bus électriques, de type Heuliez GX 337, destinés à circuler la ligne 12, qui passe par la Promenade des Anglais. Deux mâts de rechargement munis d'un pantographe sont installés à chaque terminus afin de réalimenter les véhicules à chaque fin de course . En mars 2021, à la suite de la mise en place d'une navette gratuite en centre-ville, la régie fait l'acquisition de deux minibus électriques. À l'occasion de la mise en service de lignes de deux lignes de bus à haut niveau de service, vingt-neufs autobus articulés électriques de type GX 437 Linium sont mis en circulation au cours de l'année 2024.
L'ensemble du parc tramway est équipé du Wi-Fi, et certains autobus sont dotés de prises USB. Un à deux valideurs de titres de transport sont présents à bord des autobus, alors que chaque tramway en comprend dix.

#### État du parc tramway
| Numérotation | Modèle             | Type    | Mode d'alimentation                                    | Mise en service  | Représentation |
| ------------ | ------------------ | ------- | ------------------------------------------------------ | ---------------- | -------------- |
| 001-013      | Alstom Citadis 302 | Tramway | Ligne aérienne de contact / Alimentation par batteries | 2007             |                |
| 014-020      | Alstom Citadis 402 | Tramway | Ligne aérienne de contact / Alimentation par batteries | 2007             |                |
| 021-028      | Alstom Citadis 402 | Tramway | Ligne aérienne de contact / Alimentation par batteries | 2010             |                |
| 029-062      | Alstom Citadis 405 | Tramway | Alimentation par le sol / Ligne aérienne de contact    | 2018-2019 / 2021 |                |

#### État du parc autobus
| Numérotation                            | Modèle                 | Type     | Énergie                             | Mise en service | Représentation |
| --------------------------------------- | ---------------------- | -------- | ----------------------------------- | --------------- | -------------- |
| 010-021                                 | Mercedes Sprinter City | Minibus  | Diesel                              | 2017-2019       |                |
| 124-126                                 | Heuliez GX 127         | Midibus  | Diesel                              | 2007            |                |
| 131-136                                 | Heuliez GX 137         | Midibus  | Diesel                              | 2016-2019       |                |
| 151-168                                 | Heuliez GX 127 L       | Midibus  | Diesel                              | 2007-2010       |                |
| 233-284                                 | Heuliez GX 327         | Standard | Diesel                              | 2010-2014       |                |
| 285-289 301-310 351-377                 | Iveco Urbanway 12      | Standard | Diesel / Gaz naturel pour véhicules | 2015-2021       |                |
| 290-297                                 | Mercedes Citaro C2     | Standard | Diesel                              | 2014-2015       |                |
| 311-345                                 | Iveco Urbanway 10      | Midibus  | Gaz naturel pour véhicules          | 2018-2022       |                |
| 432-434-436-437-439-442-444-446-447-452 | Irisbus Citelis 18     | Articulé | Diesel                              | 2007-2009       |                |
| 461-465                                 | Iveco Bus Urbanway 18  | Articulé | Gaz naturel pour véhicules          | 2021            |                |
| 601-626                                 | Heuliez GX 337         | Standard | Électrique                          | 2019-2022       |                |
| 481-488                                 | Heuliez GX 437         | Articulé | Électrique                          | 2023-2024       |                |
| 401-429                                 | Heuliez GX437 Linium   | Articulé | Electrique                          | 2024            |                |

## Lignes exploitées
La régie exploite l'ensemble des lignes du tramway de Nice (1, 2, 3 et B) ainsi que plusieurs lignes de bus du réseau Lignes d'Azur : 5, 6, 7, 8, 11, 12, 14, 15, 16, 17, 18, 19, 20, 21, 23, 30, 32, 33, 35, 36, 37, 38, 57, 64 et 70. Les autres lignes sont sous-traitées.